# Вале дю Бандама
Вале дю Бандама (на френски: Vallée du Bandama) е един от 19-те региона на Кот д'Ивоар. Разположен е в централната част на страната. Площта му е 28 530 км², а населението е 1 538 484 души (2010). Столицата на региона е град Буаке.
Регионът е разделен на пет департамента – Беуми, Буаке, Дабакала, Катиола и Сакасу.